# Winocio Testera Pérez
Winocio Testera Pérez (1873-1959) fue un fotógrafo español que se caracterizó por la fotografía etnográfica de la ciudad de León.
Comenzó su carrera profesional en 1898, siguiendo los pasos del fotógrafo Germán Pérez. En León se instala como fotógrafo en el número 18 de la calle Ancha, y en enero de 1901 instala en el Salón Iberia de la calle de La Paloma un cinematógrafo Lumière y un Panorama Nacional e Imperial.
Sus fotografías destacaron por capturar el carácter etnográfico y folclórico del León de la primera mitad del siglo XX. Entre sus fotografías destacaron también los monumentos, como el monasterio de San Miguel de Escalada, además de capturar diferentes momentos cotidianos de León.